# Репертуар Зальцбурзького фестивалю (1922–1926)
Репертуар Зальцбурзького фестивалю (1922—1926) описує список опер Зальцбурзького фестивалю в перші роки від свого заснування.

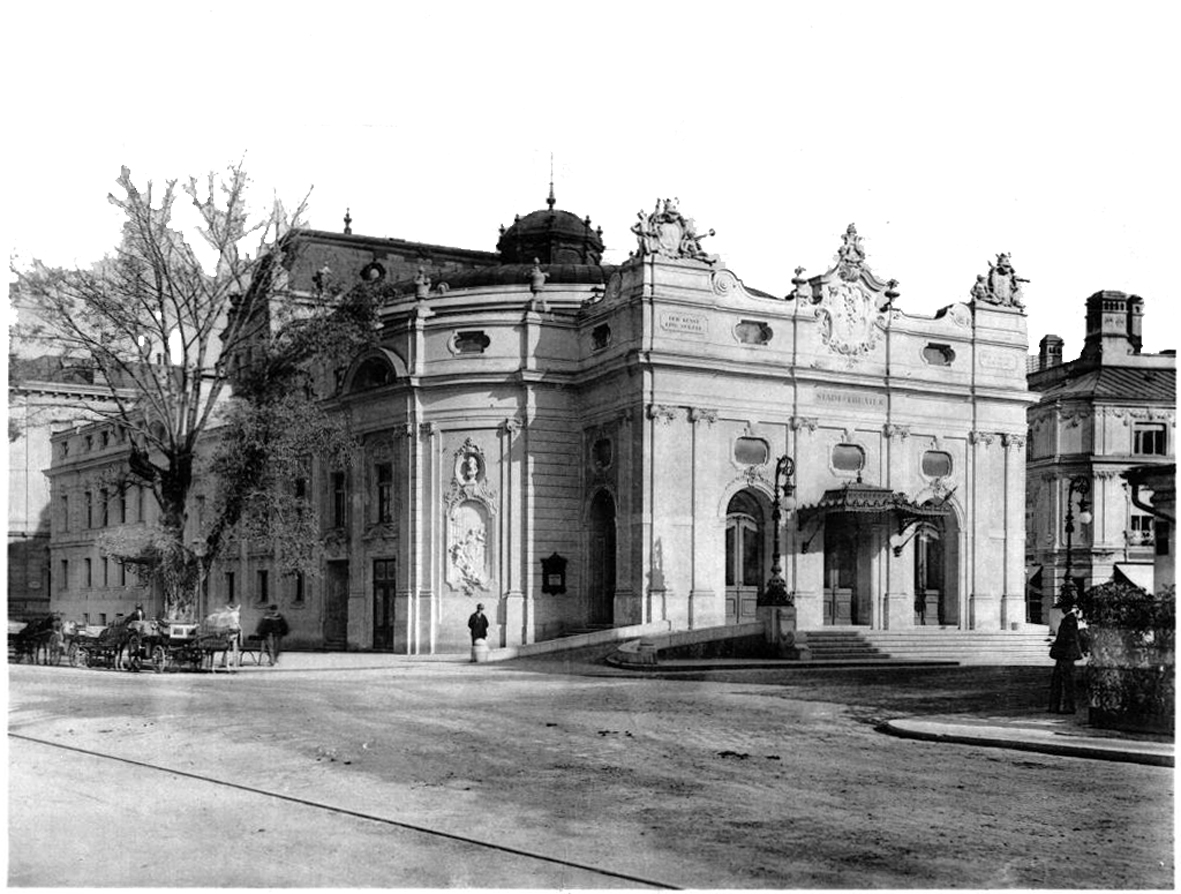
Зальцбурзький міський театр, місце перших оперних вистав Зальцбурзького фестивалю

## Концепція
Перший Зальцбурзький фестиваль відбувся 1920 року без опери, хоча концепція фестивалю включала в себе оперу як головну подію заходу. Перший фестиваль складався з вистав «Єдерманн» Гуґо фон Гофмансталя, які проводилися просто неба. Вистава проводилась на великій площі перед Зальцбурзьким собором. Вона змальовує життя і смерть багатія; заснована на кількох середньовічних постановках. «Єдерманн» була зрежисована всесвітньовідомим Максом Райнгардтом та мала настільки великий успіх, що вона досі проводиться щороку на тому ж місці.
1921 року до програми фестивалю були додані концерти. З того часу основну частку програми становлять концерти найкращих опер, співаків та солістів. 1922 року Ріхард Штраус і Франц Шальк принесли оперу на фестиваль. Обоє були відомими диригентами і з 1919 року були керівниками Віденської державної опери. Для першого сезону вони вибрали чотири роботи уродженця Зальцбурга Вольфганга Амадея Моцарта — три опери да Понте та «Викрадення із сералю». У початкових роках фестиваль не мав коштів для створення цілих оперних постановок. Тож Штраус і Шальк привезли постановки, співаків, оркестр і хор з Віденської державної опери до Зальцбурга. Преса критично зазначала, що оперна програма фестивалю — «літня резиденція Віденської державної опери». Тим не менше, виступи були чудовими завдяки оркестру, хору та видатним співакам. Вони приїхали з усієї Європи і створили чудові ансамблі для опер Моцарта, згодом також для творів Доніцетті, Йоганна Штрауса та Ріхарда Штрауса. Важлива роль також відводилась художнику-постановнику Альфреду Роллеру, який домінував у візуальному аспекті перших оперних вистав фестивалю.

## 1922
| Оркестр, хор, диригент                                                                                        | Режисер, художник-постановник                             | Співачка | Співак |
| --- | --------------------------------------------------------- | --- | --- |
| Лоренцо да Понте, Вольфганг Амадей Моцарт: Дон Жуан, 14—26 серпня 1922 року (п'ять вистав)                    |                                                           | | |
| Віденський філармонічний оркестр Віденська державний оперний хор Ріхард Штраус                                | Ганс Броєр Альфред Роллер (постановка)                    | Гертруд Каппель (Донна Анна) Клер Борн (Донна Ельвіра) Лотте Шене (Зерліна)                                                                   | Альфред Єргер (Дон Жуан) Ріхард Майр (Лепорелло) Франц Маркгофф (командир) Ріхард Таубер (Дон Оттавіо) Віктор Мадін (Мазетто)                      |
| Лоренцо да Понте, Вольфганг Амадей Моцарт: Так чинять усі, 15-27 серпня 1922 року (три вистави)               |                                                           | | |
| Віденський філармонічний оркестр Віденська державний оперний хор Ріхард Штраус                                | Ганс Броєр Альфред Роллер (постановка)                    | Фелісі Гуні-Міхашек (Фіорділігі) Розетта Андай (Дорабелла) Елізабет Шуманн (Деспіна)                                                          | Германн Відеманн (Феррандо) Фрітц Краусс (Гільєрмо) Йозеф фон Мановарда (Дон Альфонсо)                                                             |
| Лоренцо да Понте, Вольфганг Амадей Моцарт: Весілля Фігаро, 16-28 серпня, 1922 року (чотири вистави)           |                                                           | | |
| Віденський філармонічний оркестр Віденська державний оперний хор Франц Шальк                                  | Гаррі Штангребрег, Ганс Броєр Альфред Роллер (постановка) | Елізабет Ретберг (графина Альмавіва) Елізабет Шуманн (Сюзанна) Герміна Кіттель (Мерселіна) Лотте Шене (Керубіно) Паула фон Гентке (Барбаріна) | Ганс Дуган (граф Альмавіва) Альфред Єргер (Фігаро) Ганс Броєр (Базіліо) Юліус Бететто (Бартоло) Віктор Мадін (Антоніо) Германн Галлос (Дон Курціо) |
| Йоганн Готліб Штефані, Вольфганг Амадей Моцарт: Викрадення із сералю, 17-29 серпня 1922 року (чотири вистави) |                                                           | | |
| Віденський філармонічний оркестр Віденська державний оперний хор Франц Шальк                                  | Ганс Броєр Альфред Роллер (постановка)                    | Зелма Курц (Констанца) Елізабет Шуманн (блонда)                                                                                               | Гергард Штеманн (паша Селім) Ріхард Таубер (Бельмонт) Германн Галлос (Педрілло) Нікола Цец (Осмін)                                                 |

Зміна складу в повторних виступах:
- Дон Жуан. Диригент: Карл Алдвін; Дон Жуан: Ганс Дуган, Донна Ельвіра: Фелісі Гуні-Міхашек, Донна Анна: Роуз Полі, Дон Оттавіо: Георг Майкл, Лепорелло: Карл Норберт, Зерліна: Едіта Фляйшер, Мазетто: Юліус Бететто.
- Так чинять усі. Диригент: Карл Алдвін; Дорабелла: Клер Борн, Деспіна: Шарлотта Бруннер, Дон Альфонсо: Карл Норберт.
- Весілля Фігаро. Графиня: Клер Борн, Фелісі Гуні-Міхашек, Сюзанна: Едіта Фляйшер, Фігаро: Ріхард Майр, Базіліо: Пауль Кун, Бартоло: Карл Норберт, Керубіно: Розетта Андай, Барбарина: Карола Йованович.
- Викрадення із сералю. Констанца: Елізабет Ретберг, Блонда: Карола Йованович, Бельмонт: Георг Майкл.

1923 року на Зальцбурзькому фестивалі не відбувалось оперних постановок. 1924 року фестиваль не проводився через економічну кризу в Австрії.

## 1925
| Оркестр, хор, диригент                                                                                        | Режисер, художник-постановник          | Співачка | Співак |
| --- | -------------------------------------- | --- | --- |
| Лоренцо да Понте, Вольфганг Амадей Моцарт: Дон Жуан, 24-28 серпня 1925 року (дві вистави)                     |                                        | | |
| Віденський філармонічний оркестр Віденська державний оперний хор Карл Мук                                     | Ганс Броєр Альфред Роллер (постановка) | Гелена Вільдбрунн (Донна Анна) Клер Борн (Донна Ельвіра) Лотте Шене (Зерліна)                                                        | Альфред Єргер (Дон Жуан) Ріхард Майр (Лепорелло) Франц Маркгофф (командир) Германн Галлос (Дон Оттавіо) Віктор Мадін (Мазетто)                       |
| Лоренцо да Понте, Вольфганг Амадей Моцарт: Весілля Фігаро, 25-30 серпня, 1925 року (три вистави)              |                                        | | |
| Віденський філармонічний оркестр Віденська державний оперний хор Франц Шальк                                  | Ганс Броєр Альфред Роллер (постановка) | Клер Борн (графина Альмавіва) Лотте Шене (Сюзанна) Герміна Кіттель (Мерселіна) Розетта Андай (Керубіно) Паула фон Гентке (Барбаріна) | Карл Реннер (граф Альмавіва) Альфред Єргер (Фігаро) Ганс Броєр (Базіліо) Франц Маркгофф (Бартоло) Віктор Мадін (Антоніо) Германн Галлос (Дон Курціо) |
| Йоганн Готліб Штефані, Вольфганг Амадей Моцарт: Викрадення із сералю, 17-29 серпня 1925 року (чотири вистави) |                                        | | |
| Віденський філармонічний оркестр Віденська державний оперний хор Франц Шальк                                  | Ганс Броєр Альфред Роллер (постановка) | Зелма Курц (Констанца) Елізабет Шуманн (блонда)                                                                                      | Гергард Штеманн (паша Селім) Ріхард Таубер (Бельмонт) Германн Галлос (Педрілло) Нікола Цец (Осмін)                                                   |

Зміна складу в повторних виступах:
- Дон Жуан. Зерліна: Марія Івогюн

## 1926
| Оркестр, хор, диригент                                                                                    | Режисер, художник-постановник                   | Співачка | Співак |
| --- | ----------------------------------------------- | --- | --- |
| Йоганн Готліб Штефані, Вольфганг Амадей Моцарт: Викрадення із сералю, 9-29 серпня 1926 року (дві вистави) |                                                 | | |
| Віденський філармонічний оркестр Віденська державний оперний хор Бруно Вальтер                            | Алої Мойра Альфред Роллер (постановка)          | Марі Гергарт (Констанца) Анні Фрінд (блонда) | Ганс Дуган (паша Селім) Ріхард Таубер (Бельмонт) Германн Галлос (Педрілло) Пауль Бендер (Осмін) |
| Лоренцо да Понте, Вольфганг Амадей Моцарт: Дон Жуан, 10-22 серпня 1926 року (дві вистави)                 |                                                 | | |
| Віденський філармонічний оркестр Віденська державний оперний хор Франц Шальк                              | Марі Гутгайль-Шодер Альфред Роллер (постановка) | Марія Немет (Донна Анна) Клер Борн (Донна Ельвіра) Марія Райдль (Зерліна)                                                                                          | Ганс Дуган (Дон Жуан) Ріхард Майр (Лепорелло) Франц Маркгофф (командир) Ріхард Таубер (Дон Оттавіо) Віктор Мадін (Мазетто)                                                                                                |
| Карл Гаффнер, Ріхард Жене, Йоганн Штраус II: Кажан, 13-29 серпня 1926 року (п'ять вистав)                 |                                                 | | |
| Віденський філармонічний оркестр Віденська державний оперний хор Бруно Вальтер                            | Йозеф Гітц                                      | Ванд Ахзель (Розалинда) Розетта Андай (Орловський) Фрітці Массарі (Адель) Паула фон Гентке (Іда)                                                                   | Карл Ціглер (Айзенштайн) Ганс Дуган (Франк) Ерік Вірль (Альфред) Карл Реннер (Доктор Фальке) Віктор Мадін (Доктор Блінд) Ганс Мозер (Фрош)                                                                                |
| Гуґо фон Гофмансталь, Ріхард Штраус: Аріадна на Наксосі. 18-25 серпня 1926 року (три вистави)             |                                                 | | |
| Віденський філармонічний оркестр Віденська державний оперний хор Клеменс Краус                            | Лотар Валлерштайн Оскар Штрнад (постановка)     | Лотта Леманн (Примадонна/Аріадна) Марія Райдль (композитор) Марі Гергарт (Зербінетта) Луїза Геллетсгрубер (Найада) Герміна Кіттель (Дріада) Карола Йованович (Ехо) | Віктор Мадін (сторож) Ганс Дуган (Вчитель музики/арлекін) Джон Глезер (тенор/Бахус) Георг Майкл (Майстер танцю/Брігелла) Германн Галлос (Скарамуччо) Франц Маркгофф (Труфальдіно) Гайнріх Бертгольд (Брігелла (прелюдія)) |

Зміна складу в повторних виступах:
- Викрадення із сералю. Блонда: Стелла Айзнер, Осмін: Карл Норберт
- Кажан. Айзенштайн: Ріхард Таубер, Адель: Паула Бек.
- Аріадна на Наксосі. Диригент: Ріхард Штраус (21 серпня), вчитель музики/арлекін: Карл Реннер, Аріадна: Клер Борн.